# 圆舵鲣
圆舵鲣（学名：Auxis rochei，bullet tuna；又稱雙鰭舵鰹，俗名圓花鰹、棱氏舵鲣、煙仔魚、花煙、煙管仔）是輻鰭魚綱鱸形目鯖亞目鯖科舵鲣屬的其中一種鱼类。

## 分布
本魚分布於全球溫帶及亞熱帶海域，包括台湾基隆、蘇澳近海等。该物种的模式产地在法国尼斯。。

## 深度
水深3至60公尺。

## 特徵
本魚體呈紡錘型，橫切面近圓形，兩背鰭相距甚遠，第一背鰭以第一鰭棘最長，越往後越短。在第二背鰭後面有離鰭7至9枚，臀鰭後則有7枚。體背部黑棕色，腹部為淺灰色。最明顯的特徵乃在其胸甲向後延伸到接近側線的終點，而在胸鰭後上方的胸甲上側有一淡色區，上有許多蟲形深色斑紋，背鰭硬棘9至12枚；背鰭軟條10至13枚；臀鰭硬棘0枚；臀鰭軟條12至14枚，體長可達50公分。

## 生態
本魚屬於沿岸表層性的洄游性魚類，常一大群出現，屬於肉食性，以小魚為食。

## 經濟利用
為高經濟價值的食用魚，也是遊釣魚，因生食有中毒的危險，故需煮熟再食用，可做薑絲清湯或鹽燒。

## 外部連結
- Froese, R. & Pauly, D. (eds.) (2011). rochei-rochei Auxis rochei rochei. FishBase. Version 2011-12.
- 台灣魚類資料庫（页面存档备份，存于）